# Хохловка (Красноярский край)
Хохловка — деревня в Тюхтетском районе Красноярского края России. Входит в состав Зареченского сельсовета. Находится на правом берегу реки Катык (приток реки Четь), примерно в 5 км к северу от районного центра села Тюхтет, на высоте 197 метров над уровнем моря.

## Население
| 2010 |
| ---- |
| 74   |

Гендерный состав
По данным Всероссийской переписи населения 2010 года 32 мужчины и 42 женщины из 74 чел.